# El tesoro de la diosa blanca
El tesoro de la diosa blanca è un film del 1982 diretto da Jesús Franco.
Fu girato alle Isole Canarie.
Si tratta di un film di genere, legato al filone dei B-movies americani dedicati alla figura di Liana, la compagna di Tarzan. Anche la protagonista del film di Franco si chiama infatti Liana ed è una ragazza bianca cresciuta nella giungla.

## Titoli alternativi
- Afrikan Saalistajat (Finlandia - VHS)
- Diamonds of Kilimandjaro (USA/Germania - VHS)
- Mondo Cannibale 4: Nackt unter Wilden (Germania - DVD della Laser Paradise)

## Distribuzione

### Versioni
Del film esistono due versioni principale, la spagnola e la francese, quest'ultima doppiata anche in inglese e tedesco.
La versione spagnola, che può essere considerata l'originale, è distribuita dalla Lauren Film, S. A.
La versione francese - intitolata Les diamants du Kilimandjaro - fu modificata rispetto al film spagnolo quasi certamente dietro richiesta del produttore, come accadde di norma ai film di Jess Franco prodotti o coprodotti dalla Eurociné.
Le differenze sono molto rilevanti. In particolare, furono rigirate numerose scene nel villaggio in modo da dare più spazio alla vita della tribù ed accentuare la componente trash legata alle immagini dei selvaggi, sacrificando in cambio alcune suggestive sequenze nella dimora sotterranea di Mr. de Winter. Anche il finale è totalmente diverso.
La versione tedesca è figlia di quella francese ma presenta alcune importanti differenze nel montaggio. La scene dell'incidente aereo, in particolare, che apre Les diamants du Kilimandjaro è posticipata in modo da trasformarla in un flashback di Mrs. de Winter.
Il titolo scelto dal distributore tedesco, Mondo Cannibale. Nackt unter Wilden, istituisce una relazione inesistente con i sottogeneri dei Mondo movies e dei film di cannibalismo.

### Edizioni DVD
Solo la versione francese e la sua variante tedesca sono state pubblicate su DVD, negli Stati Uniti (Diamonds of Kilimandjaro, Media Blasters, Shriek Show - 95') e in Germania (Mondo Cannibale 4: Nackt unter Wilden, Laser Paradise e X-Rated Kult - 90').